# Naramiennica srebrnica
Naramiennica srebrnica (Spatalia argentina) – gatunek motyla z rodziny garbatkowatych. Zamieszkuje Eurazję, od Półwyspu Iberyjskiego po Iran. Gąsienice żerują na dębach, rzadziej na topolach, wierzbach. Osobniki dorosłe są aktywne nocą. W Europie Środkowej jest bardzo rzadki, zagrożony opryskami prowadzonymi w ramach gospodarki leśnej. W Polsce i Czechach ma status narażonego na wyginięcie, w Austrii zagrożonego, a w Niemczech krytycznie zagrożonego; w części landów wyginął całkowicie.

## Taksonomia
Gatunek ten opisany został po raz pierwszy w 1775 roku przez Johanna N.C.M. Denisa i Ignaza Schiffermüllera pod nazwą Bombyx argentina. Jako miejsce typowe wskazano okolice Wiednia. Jest gatunkiem typowym rodzaju Spatalia wprowadzonego w 1819 roku przez Jacoba Hübnera.

## Morfologia

### Owad dorosły
Motyl o stosunkowo delikatnie jak na garbatkowatego zbudowanym ciele i rozpiętości skrzydeł sięgającej od 33 do 40 mm. Głowa jest zaopatrzona w nieowłosione oczy złożone, krótkie głaszczki i uwstecznioną ssawkę, natomiast pozbawiona jest przyoczek. Czułki osiągają mniej więcej połowę długości przedniego skrzydła i wykazują znaczny dymorfizm płciowy w budowie, będąc szczeciniastymi u samicy i obustronnie grzebykowanymi u samca. Owłosienie szerokiego tułowia jest gęste, a pośrodku grzbietu formuje wysoki czub. Również ukośnie sterczące ku bokom tegule odznaczają się bardzo gęstym owłosieniem. Skrzydła obu par są szerokie, duże względem ciała. Osiągające od 16 do 19 mm długości skrzydło przedniej pary ma tło rudobrązowe, często z odcieniem oliwkowym, oraz jasno zaznaczone żyłki. W jego polu środkowym leży duża, trójkątnego kształtu plama o kolorze białym z perłowosrebrzystym połyskiem. W jej pobliżu leżą jeszcze dwie lub trzy mniejsze plamki tejże barwy z rdzawymi obwódkami. Poza tym wzdłuż zewnętrznej krawędzi skrzydła zlokalizowane są półksiężycowate lub trójkątne plamy o ciemniejszym ubarwieniu. Tylna krawędź przedniego skrzydła ma bardzo duży, rdzawożółty ząb oraz pęczek rdzawych, włosowatych łusek w pobliżu kąta tylnego. Tylne skrzydło ma zaokrąglony zewnętrzny brzeg i niemal jednolicie jasnobrunatne lub szarooliwkowe tło z jaśniejszymi żyłkami. Gęsto owłosiony odwłok jest wydłużony, u samca zwieńczony podwójnym pędzlem włosków.

### Stadia rozwojowe
Jaja nie są przykrywane łuskami z odwłoka samicy. Mają kształt dyskowaty i osiągają od 0,9 do 1 mm średnicy. Ich chorion jest przezroczyście biały.
Gąsienica ma kolor szarobrązowy z jaśniejszym grzbietem. Na wierzchu ciała występują dwie pary krótkich wyrostków o brunatnym zabarwieniu, z których te na segmencie czwartym są silniej wybrzuszone, a te na segmencie końcowym słabiej wydatne.

## Biologia i ekologia
Owad ten zasiedla dąbrowy, inne lasy liściaste oraz ciepłolubne zarośla z udziałem dębów. Gąsienice są foliofagami żerującymi na liściach dębów, a rzadko topól i wierzb. Preferują drzewa młode. Owady dorosłe nie pobierają pokarmu i są aktywne nocą.
Naramiennica srebrnica wydaje dwa pokolenia w ciągu roku. Motyle pierwszego pokolenia latają od maja do czerwca, a drugiego od końca lipca do sierpnia. Gąsienice pierwszego pokolenia żerują od czerwca do lipca, zaś drugiego od września do początków października. Wyrośnięta gąsienica schodzi do gleby i w niej konstruuje oprzęd, w którym następuje przepoczwarczenie. Stadium zimującym jest poczwarka drugiego pokolenia gąsienic.

## Rozprzestrzenienie i zagrożenie
Gatunek palearktyczny. Znany jest z Hiszpanii, Francji, Niemiec, Szwajcarii, Austrii, Włoch, Polski, Czech, Słowacji, Węgier, Ukrainy, Rumunii, Bułgarii, Słowenii, Chorwacji, Bośni i Hercegowiny, Serbii, Czarnogóry, Albanii, Macedonii Północnej, Grecji, Rosji, europejskiej i azjatyckiej części Turcji, Zakaukazia, Iraku i Iranu.
W Europie Środkowej gatunek ten jest współcześnie spotykany bardzo rzadko i pojedynczo. W Polsce jego nieliczne stanowiska stwierdzono w północno-zachodniej części kraju, na Podkarpaciu, Dolnym Śląsku, Puszczy Kampinoskiej, parkach krajobrazowych: Przedborskim, Spalskim, Międzyrzecza Warty i Widawki oraz Kozienickim. Przez kraj ten przebiega północna granica jego zasięgu.
Zarówno na Czerwonej liście zwierząt ginących i zagrożonych w Polsce, jak i na „Czerwonej liście gatunków zagrożonych Republiki Czeskiej” umieszczony został ze statusem gatunku narażonego na wyginięcie. Z kolei na „Czerwonej liście zagrożonych zwierząt Niemiec” sklasyfikowany jest jako gatunek krytycznie zagrożony (kategoria II). Na „Czerwonej liście Saksonii-Anhalt” umieszczony został jako gatunek wymarły (kategoria 0), jako że nie widziano go tam od 1972 roku. Na „Czerwonej liście gatunków zagrożonych Austrii” ma status gatunku zagrożonego (kategoria III), natomiast w Vorarlbergu jest regionalnie wymarły (kategoria 0). Głównym zagrożeniem dla gatunku są zabiegi prowadzone w ramach gospodarki leśnej, zwłaszcza opryski celem zwalczania brudnicy nieparki i chrabąszczy, jako że naramiennica srebrnica często z nimi współwystępuje. Gąsienice tego motyla padają również ofiarami konkurencji z gąsienicami brudnicy nieparki.